# Psilocina
Psilocina (4-hidroxi-DMT, 4-HO-DMT) é uma triptamina psicodélica presente em alguns cogumelos alucinógenos, como no Psilocybe cubensis. É encontrado em cogumelos alucinógenos juntamente com a psilocibina, sua contrapartida fosforilada. A psilocibina é rapidamente convertida pelo corpo em psilocina. 4-HO-MET é um análogo estrutural e funcional da psilocina. Psilocina é uma droga de Classe I sob a Convenção Sobre Substâncias Psicotrópicas.

## Química
Psilocina e seu composto fosforilado, a psilocibina, foram isolados pela primeira vez em 1958 pelo químico suíço Albert Hofmann, que nomeou as substâncias. Hofmann obteve os produtos químicos de espécimes cultivados em laboratórios de cultivo do cogumelo enteogênico Psilocybe mexicana. Hofmann também descobriu rotas de síntese para esses compostos químicos.
Comparada à psilocibina, a psilocina é mais instável em soluções devido ao seu grupo hidroxila ligado a um anel aromático (-OH). Na presença de oxigénio, degrada-se em produtos azulados e escuros.

## Farmacologia
A psilocina é o principio ativo responsável pelos efeitos alucinógenos da psilocibina e em espécies de cogumelos psicodélicos. No organismo, a psilocibina é convertida rapidamente em psilocina por desfosforilação (remoção do grupo fosforila), e atua como agonista pleno ou parcial dos receptores de serotonina 5-HT2A, 5-HT2C e 5-HT1A. A psilocina demonstra seletividade funcional [en], pois ativa a fosfolipase A2 em vez da fosfolipase C como ligante endógeno da serotonina. A psilocina é estruturalmente semelhante à serotonina (5-HT), diferindo apenas na posição do grupo hidroxila e na substituição do metil por nitrogênio.
Em comparação com a dietilamida do ácido lisérgico (LSD), a psilocina não possui efeitos clinicamente significativos sobre os receptores de dopamina, e seu potencial noradrenérgico está associado a doses elevadas.